# Livenne
Die Livenne ist ein Küstenfluss in Frankreich, der in der Region Nouvelle-Aquitaine verläuft. Sie  entspringt im Gemeindegebiet von Montlieu-la-Garde, entwässert generell in westlicher Richtung und mündet nach rund 43 Kilometern an der Gemeindegrenze von Braud-et-Saint-Louis und Anglade knapp oberhalb des Kernkraftwerkes Blayais in den Ästuar Gironde und somit in den Atlantischen Ozean. In seinem Mündungsabschnitt durchquert der Fluss das Feuchtgebiet Le Montalipan, wurde zum Entwässerungskanal ausgebaut und ist hier auch unter den Bezeichnungen Canal des Sables und Canal de Saint-Georges bekannt. Auf ihrem Weg berührt die Livenne die Départements Charente-Maritime und Gironde.

## Orte am Fluss
(in Fließreihenfolge)
- Chepniers
- Corignac
- Donnezac
- Saint-Aubin-de-Blaye
- Étauliers